# Yuriy Prodan
| học trường = Kyiv Polytechnic Institute
| website = 
| chữ ký = 
| chú thích = 
| spouse = Olena
}}Yuri Vasylovych Prodan (tiếng Ukraina: Юрій Васильович Продан) là một kỹ sư điện và chính trị gia người Ukraina. Ông từng là Bộ trưởng Nhiên liệu và Năng lượng Ukraina từ ngày 18 tháng 12 năm 2007 đến ngày 11 tháng 3 năm 2010, và Bộ trưởng Bộ Năng lượng và Công nghiệp Than Ukraina từ ngày 27 tháng 2 năm 2014 đến ngày 2 tháng 12 năm 2014. Tháng 12 năm 2005, ông nhận danh hiệu Kỹ sư điện danh dự Ukraina.